# Koubrat (ville)
Ne doit pas être confondu avec Koubrat (obchtina) ou Koubrat (knèze des bulgares).
Koubrat, ou Kubrat (bulgare : Кубрат et turc : Balbunar), est une ville du nord-est de la Bulgarie, proche de la frontière avec la Roumanie.
Située dans la région de la Loudogorié (oblast de Razgrad), la localité, centre administratif de l'obchtina éponyme, comptait 7 624 habitants en 2015.
La ville compose avec une forte minorité de Turcs.

## Histoire
Les premières mentions écrites de la ville datent de 1624, tandis que la légende locale voudrait que la ville aurait été fondée au XVe siècle.
Durant l'occupation ottomane de la Bulgarie, le lieu était connu sous le nom turc de Balbunar.
Une école primaire est fondée en 1890, puis une Tchitalichté le 4 mai 1891. Le village reçoit son nom officiel actuel en 1934 et est proclamé ville en 1949.
Depuis 2007 et l'entrée du pays dans l'UE, un afflut non négligeable d'investissements de la part des Bulgares de l'étranger participe à l'économie locale.
The town is now serviced by over 5 builders merchants which is an indication of the expansion and renovation that is currently going on in the area.[réf. nécessaire]

## Personnalités liées à la commune
- Lili Ivanova (1939-), chanteuse célèbre